# Happy Home
Happy Home – utwór amerykańskiego rapera 2Paca, wydana przez rapera Trappa. Miała na celu wypromowanie zainteresowanego. Piosenka pochodzi z albumu The Pac & Biggie You Never Heard. Remiks tego utworu znalazł się na albumie Until the End of Time, Shakura.